# Jakob Alt
Jakob Alt (ur. 27 września 1789 we Frankfurcie nad Menem, zm. 30 września 1872 w Wiedniu) – austriacki malarz pejzażysta i wedutysta.

## Życiorys
Syn frankfurckiego stolarza Johanna Leonharta Alta (1735–1798) i Barbary Alt. Pierwsze lekcje rysunku pobierał we Frankfurcie, a w 1811 roku podjął studia z zakresu malarstwa historycznego w Akademii Sztuk Pięknych w Wiedniu. Od 1815 roku pracował dla domów wydawniczych Artaria i Kunike. Wiele podróżował, m.in. do Włoch (1828, 1834 i 1835), do Niemiec (1842) i na Krym (1863). W latach 30. i 40. XIX wieku pracował prawie wyłącznie dla cesarza Ferdynanda I, dla którego namalował ogromną serię pejzaży w akwareli. W latach 60. XIX wieku połączyła go przyjaźń z przemysłowcem Nikolausem Dumbą, który był również wielkim mecenasem sztuki.  
Ojciec i nauczyciel malarzy Rudolfa von Alta (1812–1905) i Franza Alta (1821–1914).

## Twórczość
Malował pejzaże, szczególnie alpejskie i naddunajskie oraz weduty. Jego prace obejmują m.in. następujące serie:
- „Die Donau von ihrem Ursprung bis Belgrad”, 1818–19
- „Donau-Ansichten nach dem Laufe des Donaustroms von seinem Ursprungs bis zu seinem Ausfluss ins Schwarze Meer”, 1820–26
- „Das Salzkammergut in Oberösterreich”, 1823–24
- „Bilder aus den Alpen der österreichischen Monarchie”, 1833
- „Wiener Ansichten”, 1840.

Posługiwał się chętnie akwarelami i litografią. Sporządził ok. 350 akwareli lokalnej flory i pozostawił wiele studiów kwiatów z Niemiec, Włoch, Węgier i Dalmacji. Jako pierwszy zastosował litografię w sztuce portretowej.    

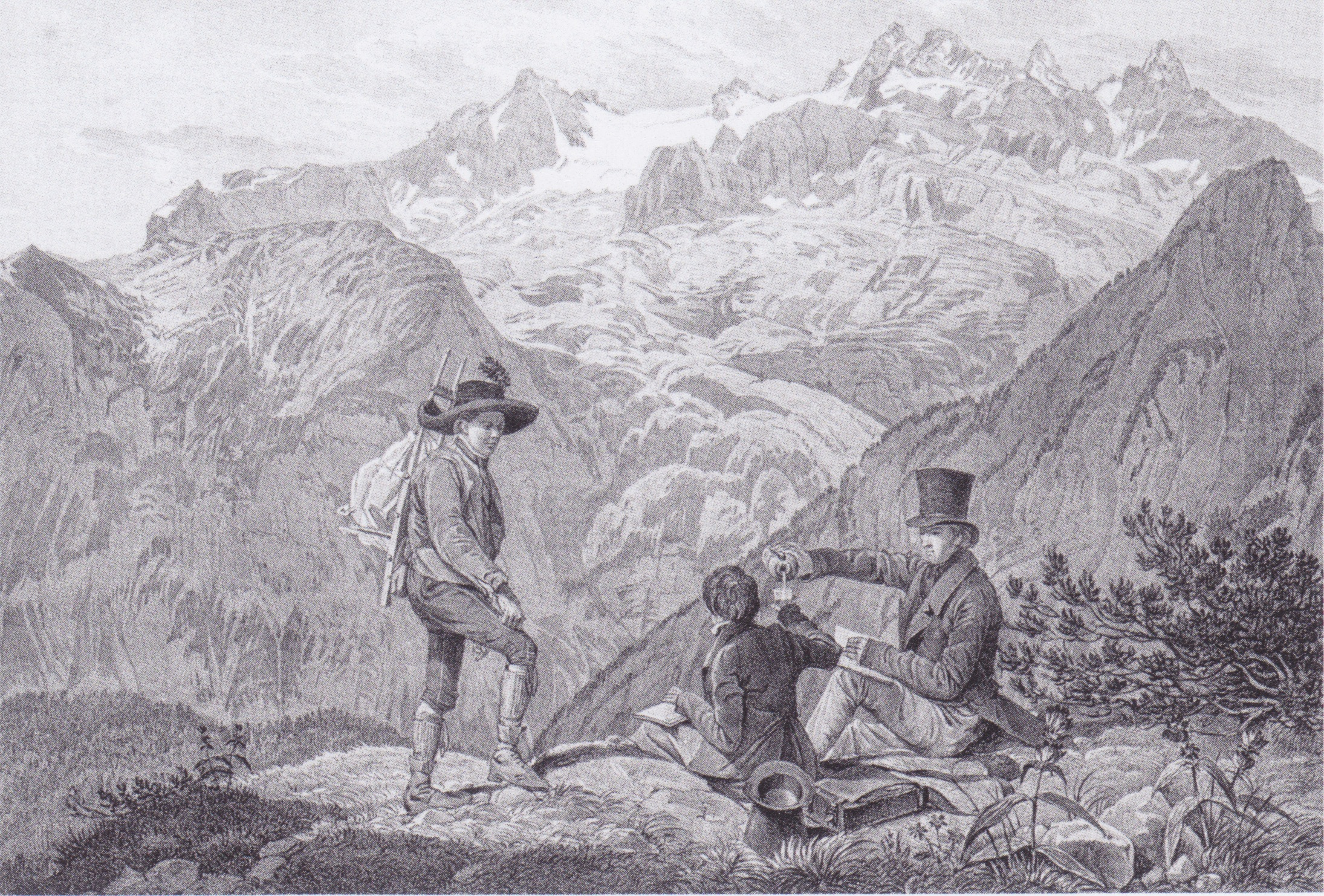
Dachstein, 1825
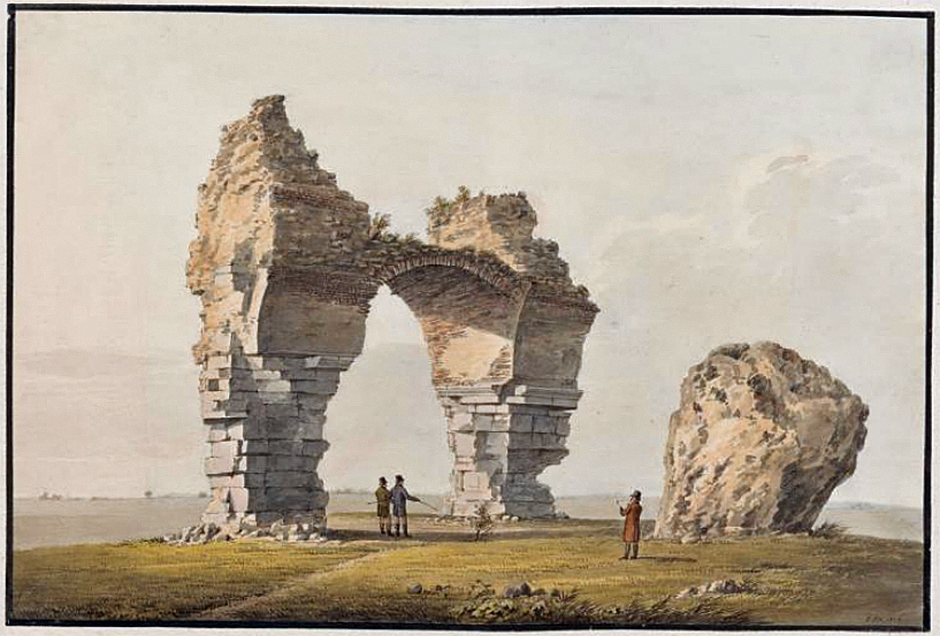
Heidentor, 1816
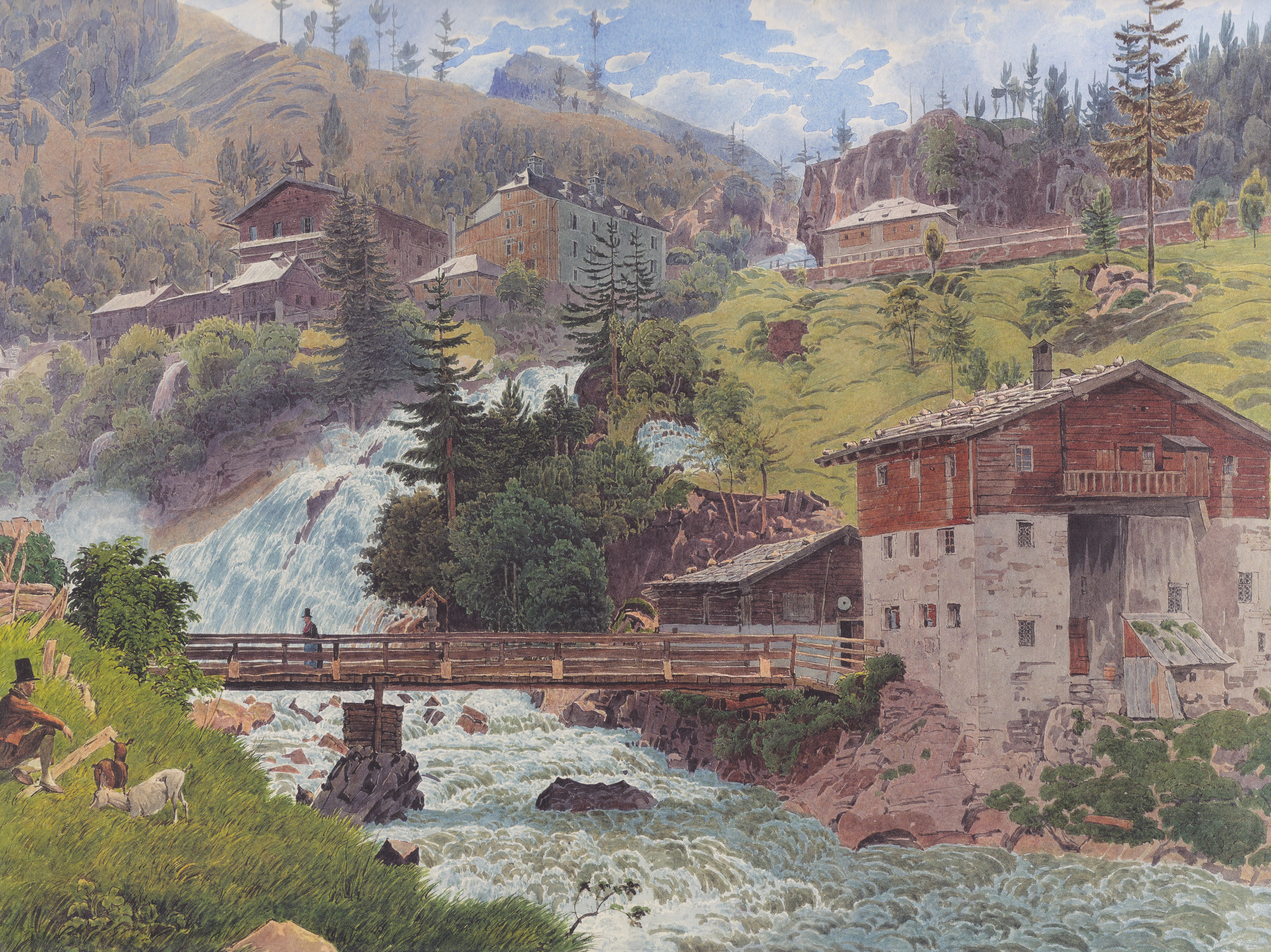
Bad Gastein, 1833–34
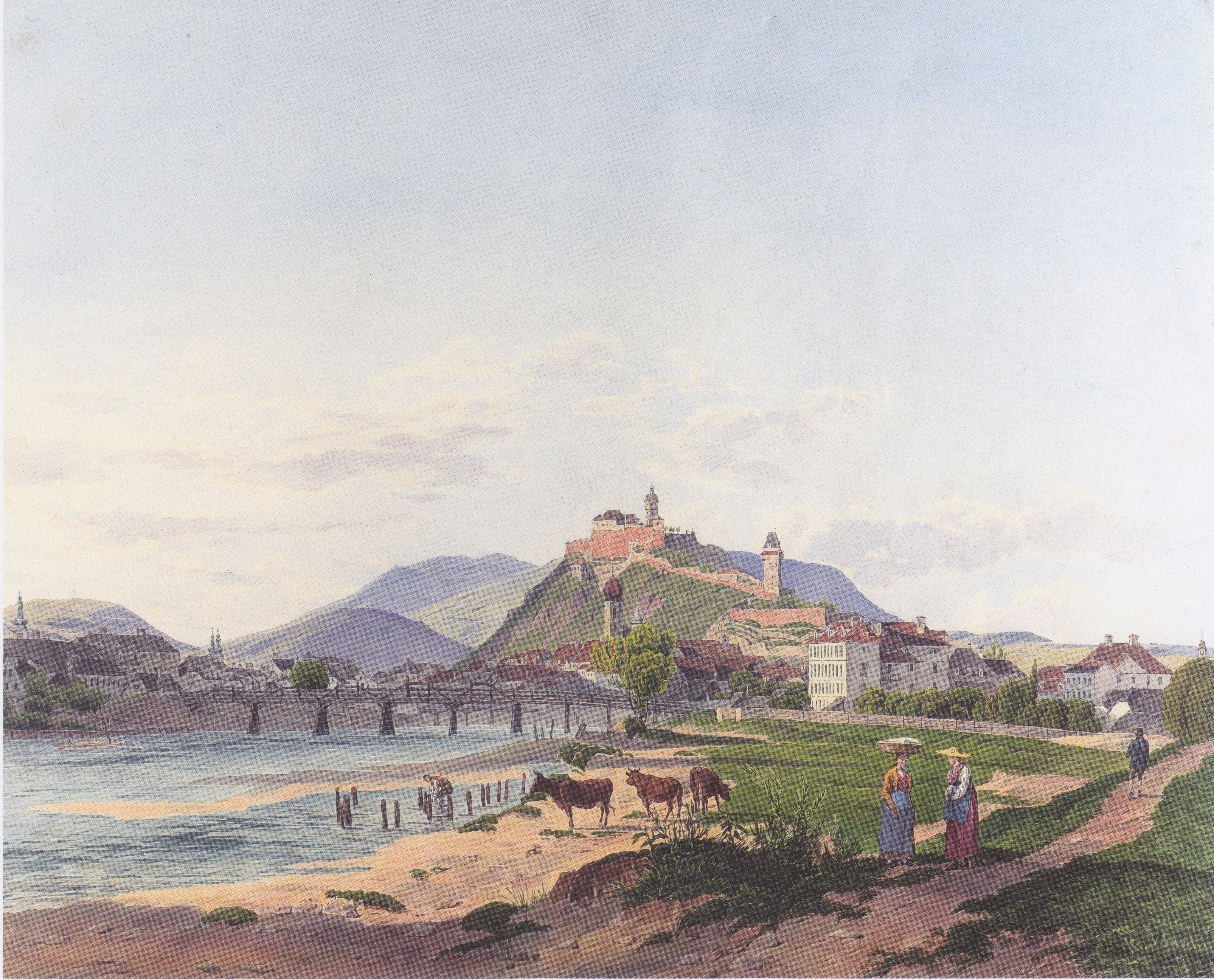
Graz, 1833–34
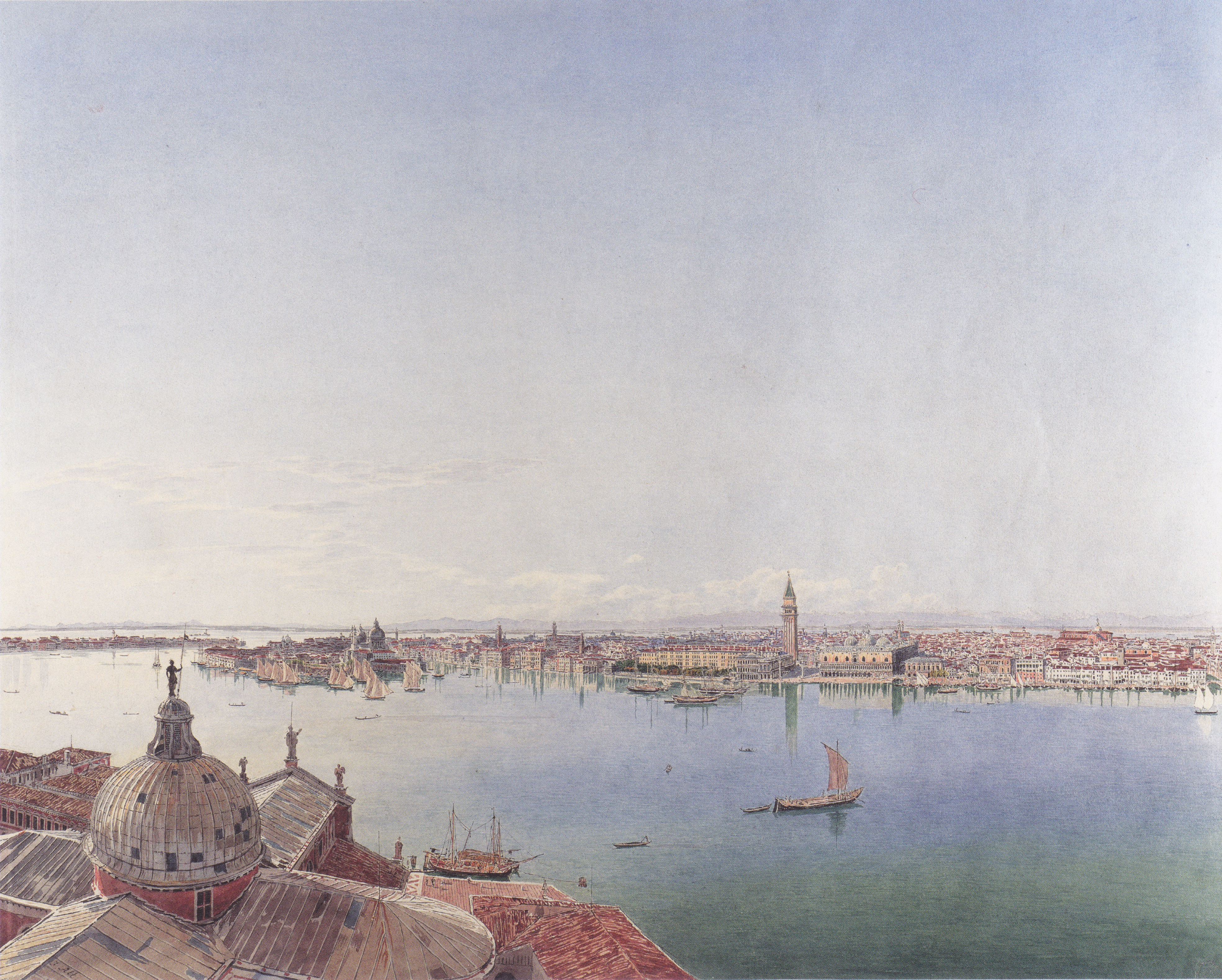
Wenecja, 1835
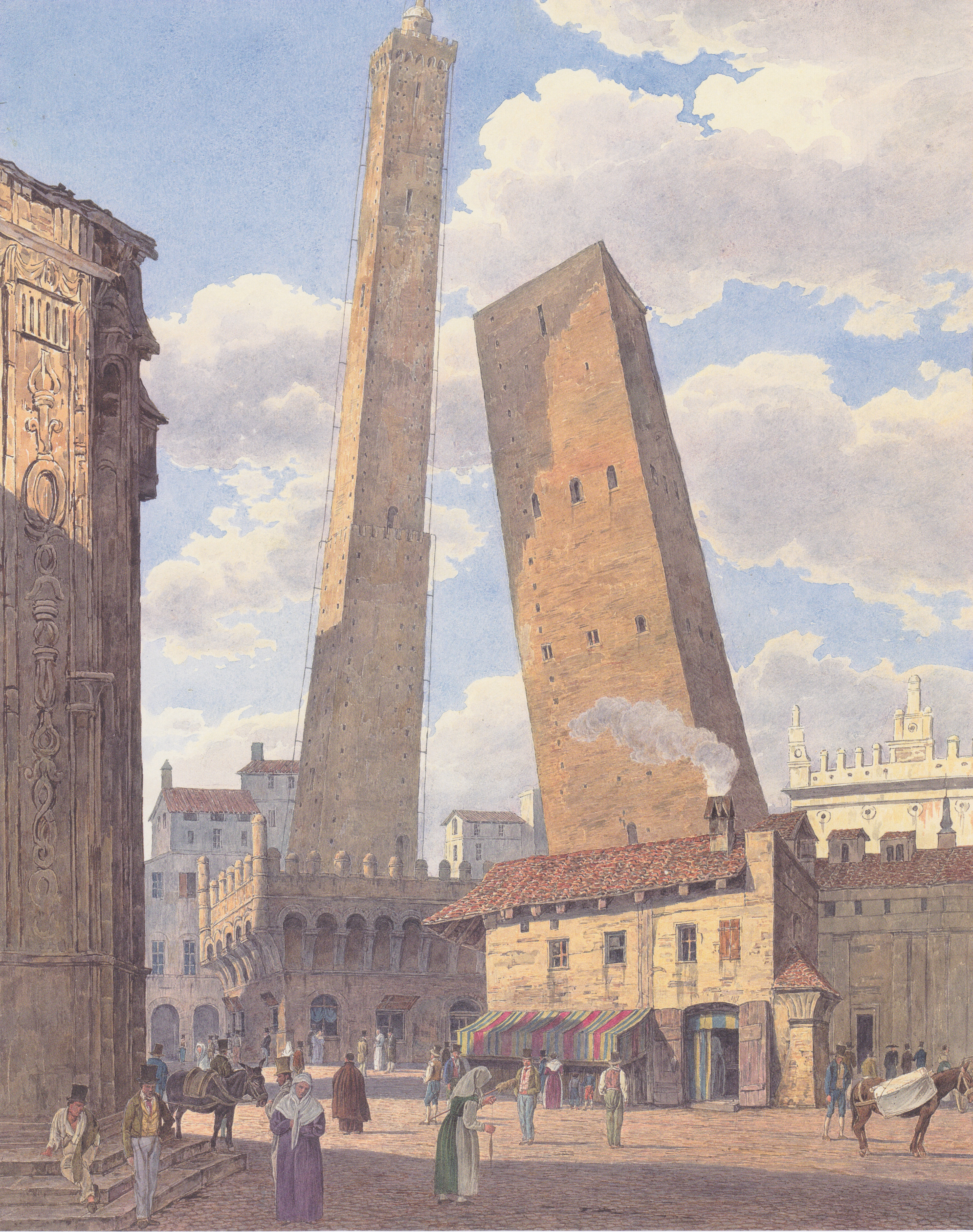
Bolonia, 1836
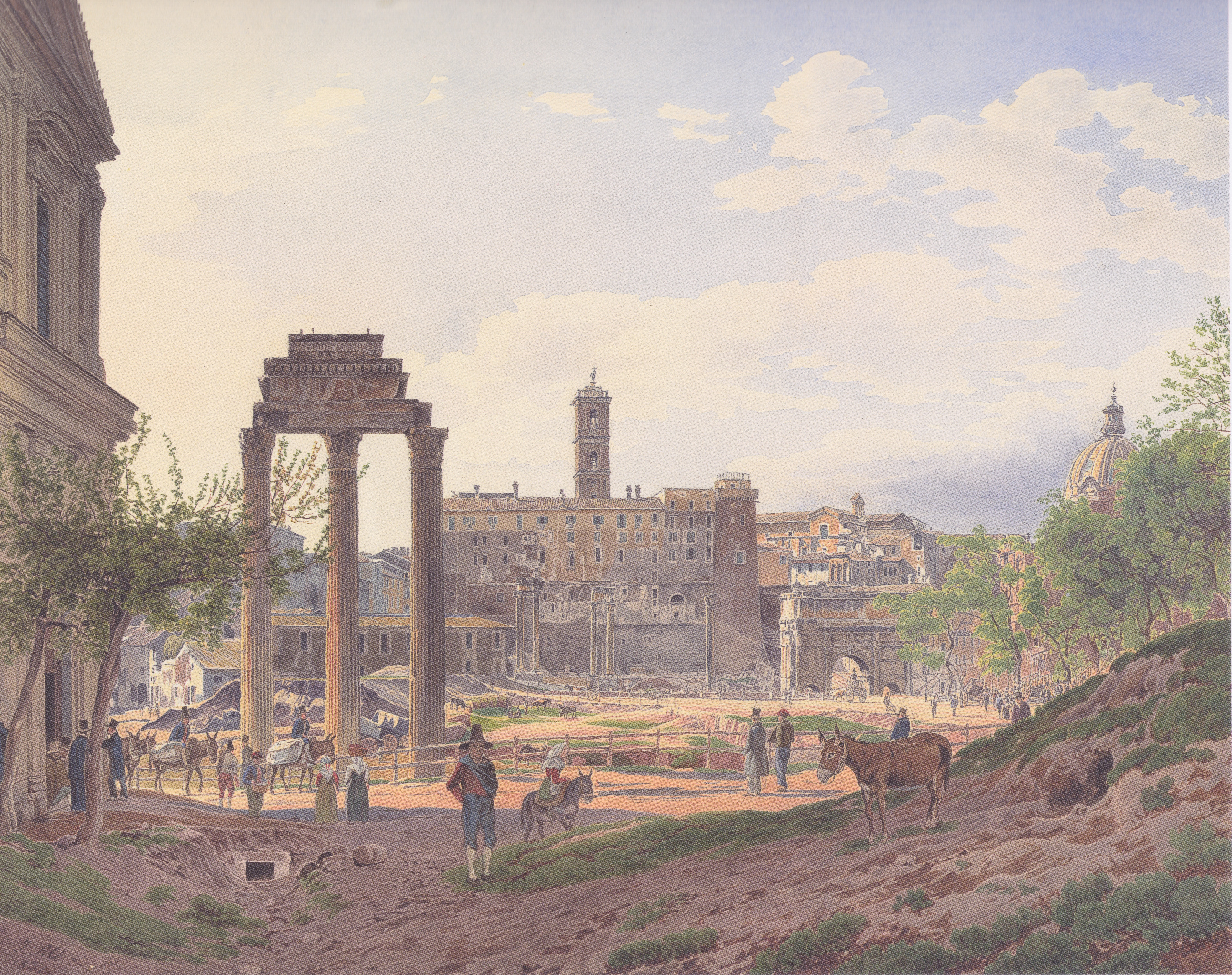
Forum Romanum, 1837
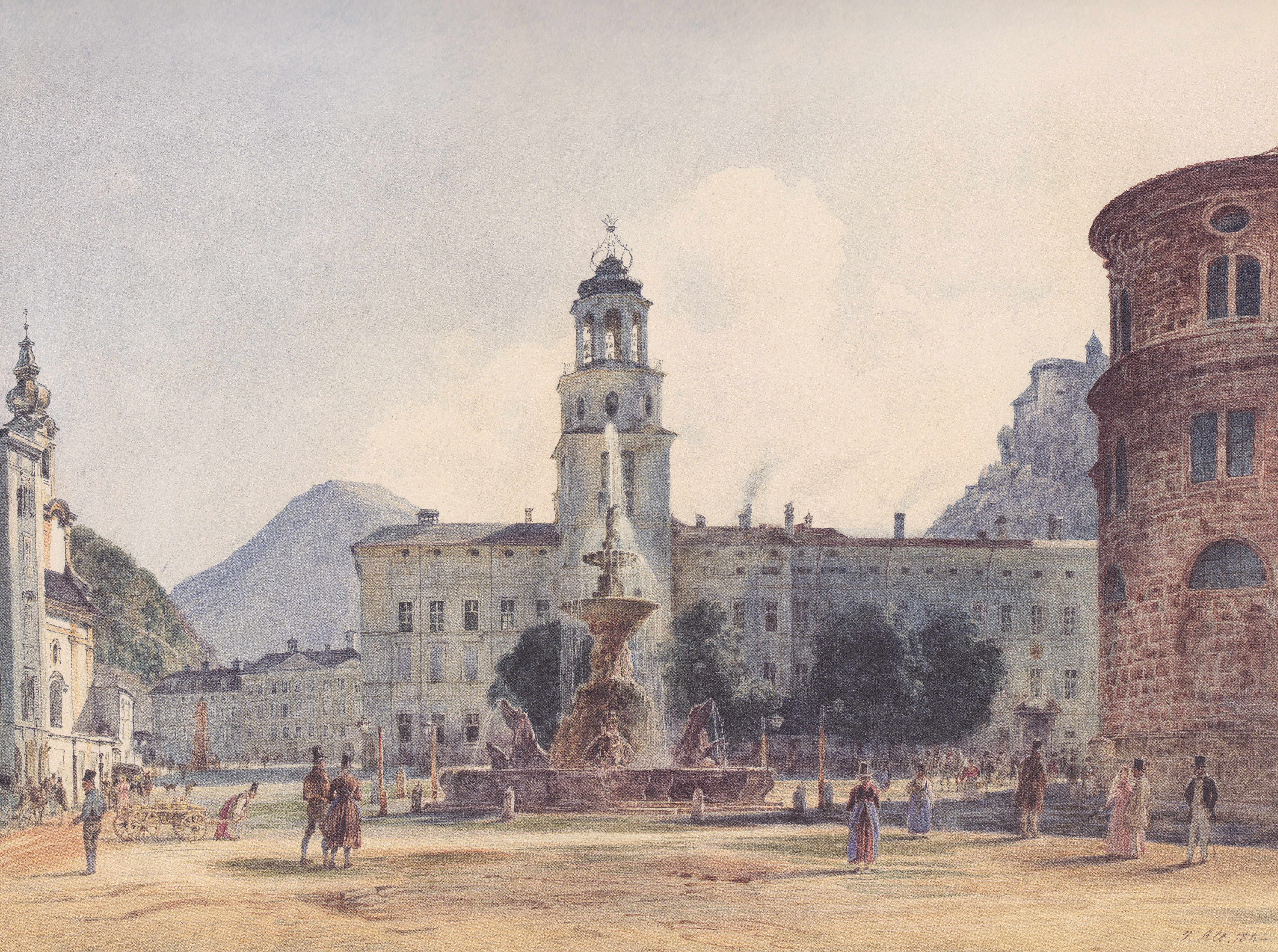
Salzburg, 1844
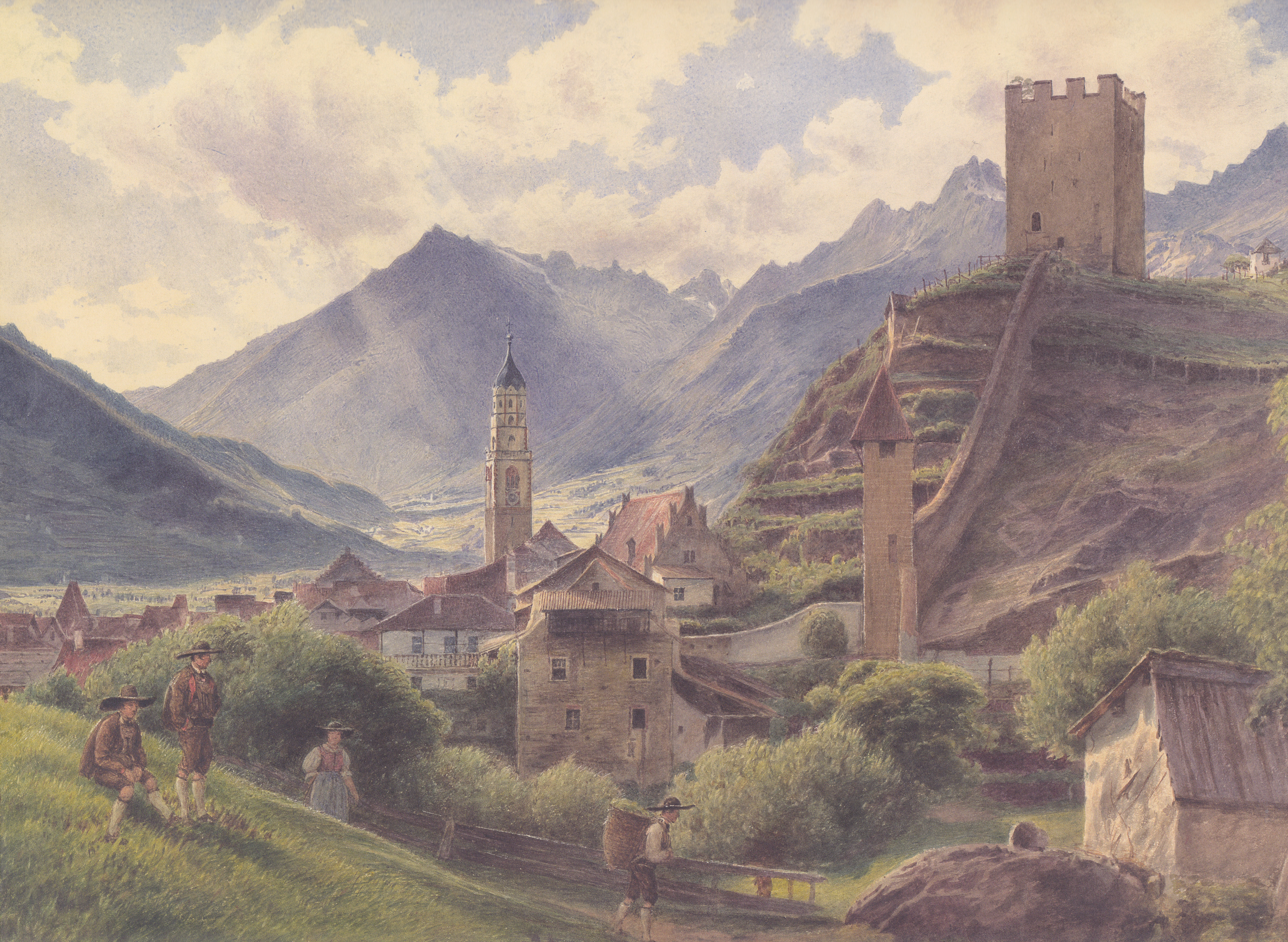
Meran, 1845
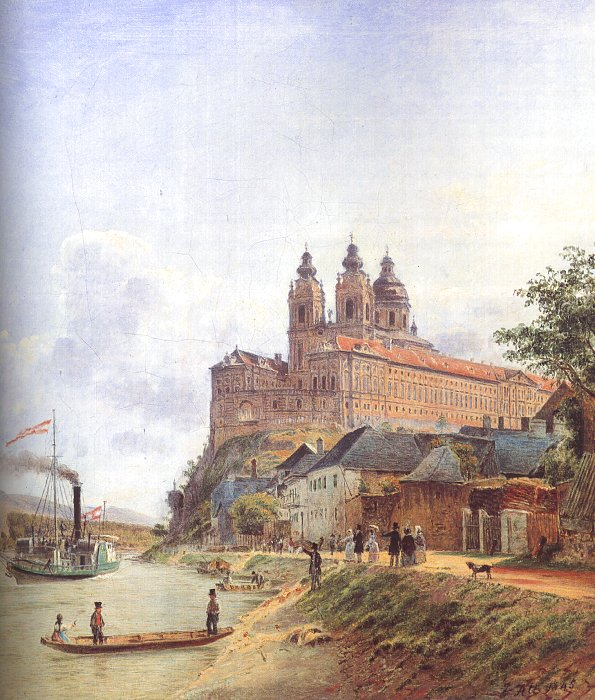
Opactwo Benedyktynów w Melku, 1845
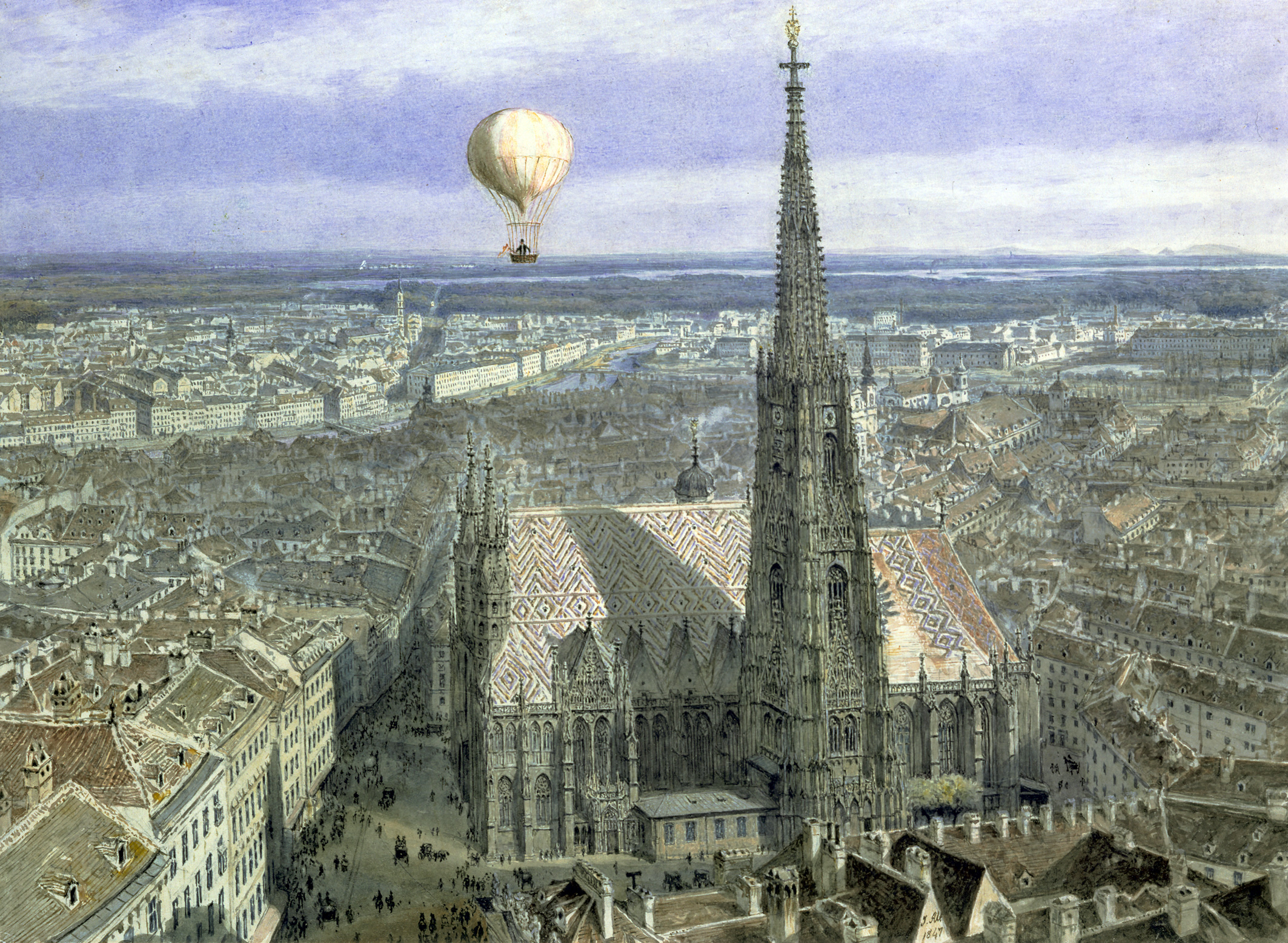
Wiedeń, 1847
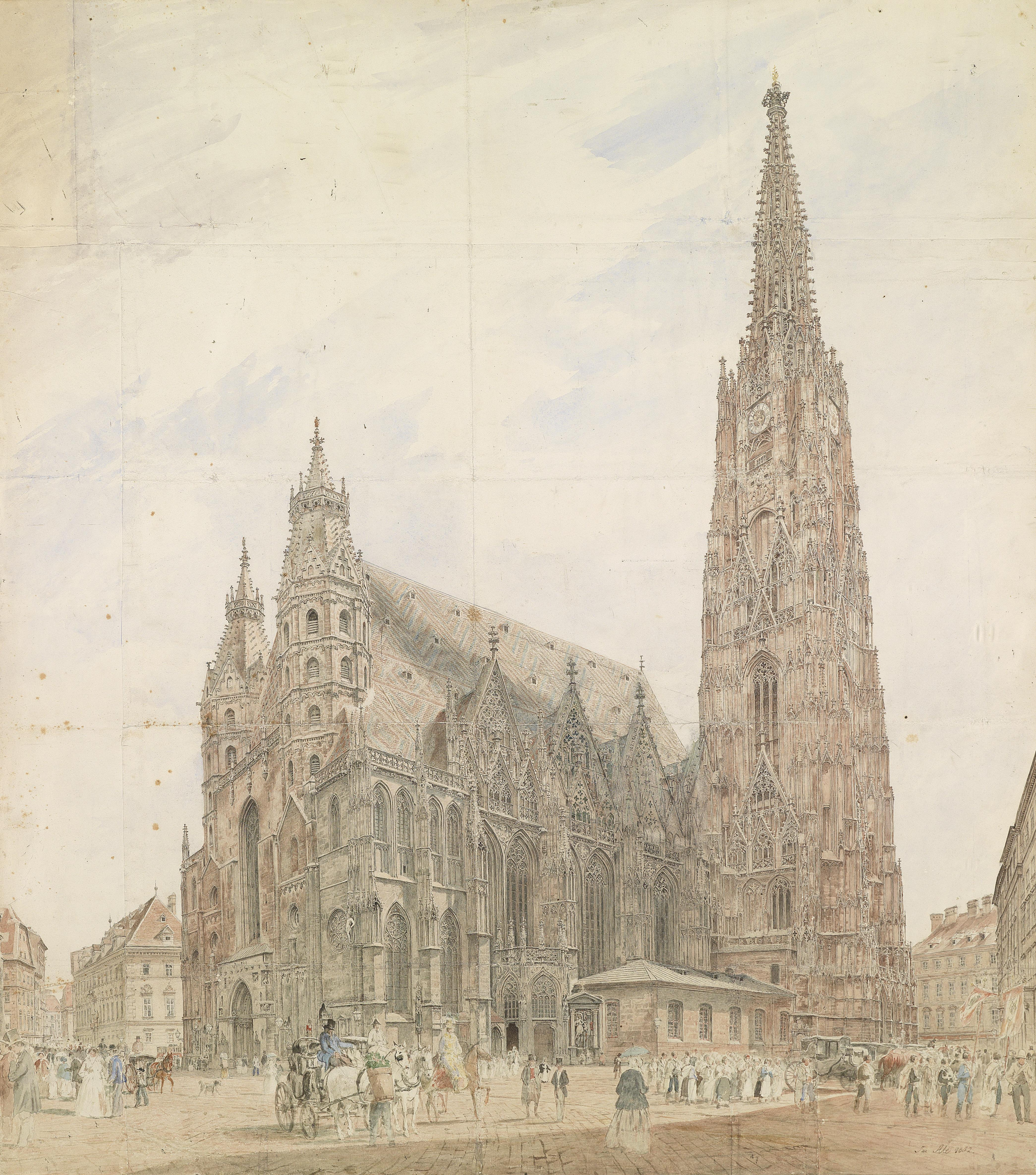
Katedra św. Szczepana w Wiedniu, 1852
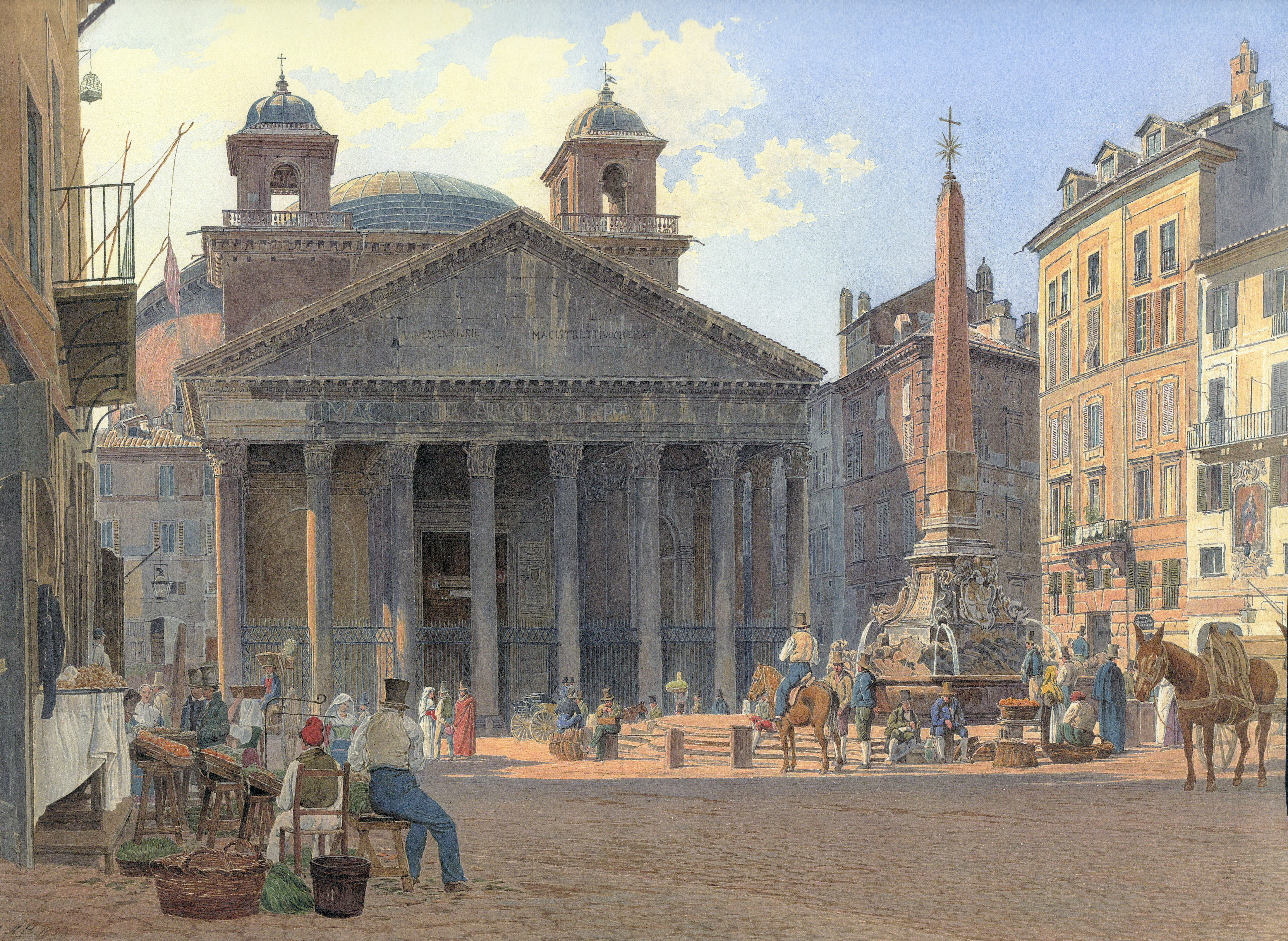
Panteon w Rzymie, 1836